# Страх (фильм, 1963)
«Страх» — американский фильм ужасов, снятый Роджером Корманом в 1963 году. В работе над фильмом кроме Кормана принимали участие ещё несколько режиссёров, в том числе Фрэнсис Форд Коппола и Джек Хилл.
По распространённой версии Корман снял весь фильм за несколько дней после съёмок фильма «Ворон» в тех же декорациях и частично с теми же актёрами (Николсон и Карлофф).
Лента находится в общественном достоянии в США.

## Сюжет
1806 год. Андре Дювалье (Джек Николсон), молодой лейтенант наполеоновской армии, случайно оказывается вдали от войск. На берегу он встречает таинственную молодую женщину (Сандра Найт), у которой спрашивает дорогу на Колдон, где надеется соединиться со своим полком. Но женщина не обращает на него внимания и исчезает в бушующем море. Андре пытается следовать за ней, но попадает под нападение птиц. В поисках незнакомки Андре попадает в замок барона фон Леппе (Борис Карлофф). Барон уверяет, что в замке нет женщин, хотя она только что выглядывала в одно из окон замка. Неожиданно лейтенант узнает на портрете баронессы, умершей 20 лет назад, свою таинственную незнакомку.

## В ролях
- Джек Николсон — лейтенант Андре Дювалье
- Сандра Найт — Елена / призрак баронессы Ильзы фон Леппе
- Борис Карлофф — барон Виктор Фредерик фон Леппе
- Дик Миллер — слуга Стефан
- Дороти Нейман — ведьма Катрина
- Джонатан Хейз — Густаф

## Съёмки
Роджер Корман снимал «Страх» на студии AIP в декорациях от фильма «Ворон», над которым он только что закончил работать. Джек Николсон и Борис Карлофф снимались за гонорар в $1500 за три дня съемок и обещание дополнительных процентов в случае успешного проекта. Корман снимал эпизоды с Карлоффом. Остальные сцены режиссировали его приятели Фрэнсис Форд Коппола, Монте Хеллман, Джек Хилл, Питер Богданович и Джек Николсон. Фильм распространялся также под названиями «Замок ужаса», «Леди теней» и «Привидение».